# Payena endertii
Payena endertii är en tvåhjärtbladig växtart som beskrevs av Herman Johannes Lam. Payena endertii ingår i släktet Payena och familjen Sapotaceae.
Artens utbredningsområde är Sumatera. Inga underarter finns listade i Catalogue of Life.